# Callispa brevicornis
Callispa brevicornis es un coleóptero de la familia Chrysomelidae.
Fue descrita científicamente por primera vez en 1869 por Baly.